# Philip Humber
Philip Gregory Humber (/ˈʌmbər/; nascido em 21 de dezembro de 1982) é um ex-jogador profissional de beisebol que atuou como arremessador. Humber arremessou pelo New York Mets, Minnesota Twins, Kansas City Royals, Chicago White Sox e Houston Astros em sete temporadas na Major League Baseball (MLB). Embora tenha estreado nas grandes ligas em 2006 e ter trabalhado a maior parte do tempo como titular nas ligas menores, não se tornou titular regularmente até 2011.
Os Mets selecionaram Humber como terceira escolha geral no draft de 2004. Durante sua carreira nas ligas menores, teve uma lesão no joelho, antes de fazer sua estreia na MLB com os Mets. Levou vários anos para recobrar sua habilidade em arremessar com a mesma velocidade de antes da lesão. Após ser incluído em uma transação com os Twins por Johan Santana, Humber lutou para se estabelecer no esporte. Passou um ano com os Royals e brevemente com o Oakland Athletics, antes se mudar para o White Sox em 2011, ganhando a oportunidade de entrar na rotação da equipe. Em 21 de abril de 2012,  Humber arremessou o vigésimo jogo perfeito na história da MLB, na vitória sobre o Seattle Mariners por 4 a 0.

## Jogo perfeito
"Quero dizer, não consigo nem colocar em palavras. Estou muito feliz. Há tantas coisas boas acontecendo agora. Apenas coloque essa na lista."

 – Humber após completar seu jogo perfeito em 21 de abril de 2012
No 30º jogo como titular na MLB, Humber arremessou o 21º jogo perfeito na história da MLB contra o Seattle Mariners em 21 de abril de 2012. Foi o terceiro jogo perfeito na história do White Sox, além dos alcançados por Charlie Robertson e Mark Buehrle, e o 18º no-hitter na história do clube. Foi o segundo jogo de Humber como titular na temporada de 2012 e seu primeiro jogo completo.
Humber recebeu um telefone de congratulações do Presidente Barack Obama, um assumido fã dos White Sox. Humber apareceu no programa Late Show with David Letterman, onde leu o segmento "Late Show Top Ten List".